# هویزدونیتسه
هویزدونیتسه (به چکی: Hvězdonice) یک منطقهٔ مسکونی در جمهوری چک است که در ناحیه بنشوو واقع شده‌است. هویزدونیتسه ۱٫۴ کیلومتر مربع مساحت و ۳۱۲ نفر جمعیت دارد.